# A Cor da Cultura

## A Cor da Cultura
A Cor da Culturaé um projeto educativo de valorização da cultura afro-brasileira, fruto de uma parceria entre o Canal Futura, a Petrobras, o Cidan – Centro de Informação e Documentação do Artista Negro, a Fundação Palmares, a TV Globo e a Seppir – Secretaria de Promoção da Igualdade Racial, e o MEC, através da SECADI. O projeto teve seu início em 2004 e, desde então, tem realizado produtos audiovisuais, ações culturais e coletivas que visam práticas positivas, valorizando a história deste segmento sob um ponto de vista afirmativo.
O kit A Cor da Cultura é composto por 5 séries televisivas, 5 cadernos para o professor, com artigos, indicações de leituras, sugestões de atividades, metodologia; mini-glossário Memória das Palavras; CD musical Gonguê; jogo educativo Heróis de Todo Mundo e mapas da África, Diáspora Africana e Valores Civilizatórios Afro-brasileiros. Todo material pode ser consultado e baixado, livremente, no site do Projeto: http://www.acordacultura.org.br.
O A Cor da Cultura está presente em 13 estados, 65 municípios, tendo formado mais de 26.000 educadores diretamente e atingido mais de 110.000 pessoas através das ações de formação e uso do kit. Foram realizadas pesquisas e produzidos diversos recursos didáticos pedagógicos, formação e acompanhamento de professoras(es) em 14 estados brasileiros. O projeto é uma conquista dos movimentos sociais negros e organizações aliadas no combate ao racismo e democratização da educação.